# Sri-lankische Badmintonmeisterschaft 2018
Die Sri-lankische Badmintonmeisterschaft 2018 fand vom 29. Oktober bis zum 3. November 2018 in Colombo statt. Es war die 66. Austragung der nationalen Titelkämpfe im Badminton in Sri Lanka.

## Austragungsort
- Royal College Sports Complex, Reid Avenue, Colombo

## Finalergebnisse
| Disziplin    | Sieger                                              | Finalist                                                | Ergebnis            |
| ------------ | --------------------------------------------------- | ------------------------------------------------------- | ------------------- |
| Herreneinzel | Niluka Karunaratne                                  | Ranthushka Sasidu                                       | 21-11, 21-15        |
| Dameneinzel  | Thilini Pramodika                                   | Kavindi Ishandika Sirimannage                           | 20-22, 21-9, 21-17  |
| Herrendoppel | Sachin Dias Buwenaka Goonethileka                   | Hasitha Chanaka Kasun Madusanka Rathnayakesenaratge     | 21-15, 21-13        |
| Damendoppel  | Thilini Pramodika Kavindi Ishandika Sirimannage     | Achini Nimeshika Ratnasiri Upuli Samanthika Weerasinghe | 16-21, 21-13, 21-15 |
| Mixed        | Buwenaka Goonethileka Kavindi Ishandika Sirimannage | Sachin Dias Thilini Pramodika                           | 22-20, 21-16        |